# Золотаревське городище
Золотаревське городище — археологічна пам'ятка розташована за 0,5 км на північний захід від центру селища міського типу Золотаревка у Пензенському районі Пензенської області, що розташоване за 25 км на південний схід від Пензи серед лісів над правою притокою Сури річкою Мадаєвка.
Городище є багатошаровим поселенням з культурними шарами:
- городецької культури 5–3 сторіччя до Р. Х. (за іншими даними 3-4 сторіччя по Р. Х.);
- мокшанське поселення 8–10 сторіччя;
- буртаське городище 11– 13 сторіччя.

За усними легендами, пов'язаними з Золотаревським городищем, що викладені у газетній статті журналіста М. Крюкова, Золотаревське городище мало мокшанську назву Сарна.

## Дослідження
Городище було відкрито у 1882 році Ф. Ф. Чекаліним. У 1952-78 роках городище досліджувалося М. Р. Полєсських. Було вскрито понад 1000 м² культурного шару.
У 1998—2000 роках біля городища археологічною експедицією під керівництвом професора Г. М. Бєлорибкіна було відкрито й обстежено три нових селища та нова система укріплень городища. На Золотаревському городищі регулярно ведуться археологічні розкопки, що виявили садибну забудову. На базі експедиції працює дитячий археологічний табір.

## Поселення городецької культури
Тут існувало селище городецької культури 3-4 сторіччя (за іншими даними 5–3 сторіччя до Р. Х.). Виявлена ліпна матна (рогожева) кераміка цієї культури.

## Мокшанське поселення
Мокшанському поселенню 8-10 сторіч притаманні більш різноманітні археологічні знахідки. Виявлено не тільки посуд, але й прикраси, знаряддя праці, зброю. У цей період Золотаревське городище мало розгалужені зв'язки з південними та східними племенами.

## Буртаське городище
У X сторіччі мокшанське городище було штурмом взято буртасами, які у XI сторіччі були підкорені й приєднані до Волзької Булгарії. З XI по XIII сторіччя у городищі мешкали буртаси, мокша та булгари.
З XII століття на Золотаревському городищі з'явилися воїни-носії аскизької культури Єнісею. Найяскравішим свідченням цього є залізні накладки кінської збруї, вкриті золотом.
1237 року тут відбулася битва між захисниками середньовічного городища з монголо-татарською ордою. 
Золотаревське городище добре видно з супутника.
На місці давніх поселень у кінці 17 сторіччя засноване власницьке московське сільце Золотаревка. Воно вважалося фортецею Засічної лінії.

### Господарство
Про широкі зв'язки городища свідчать виявлені булгарські ювелірні вироби, руські предмети християнського культу, китайські, іранські та фінські прикраси, сибірська зброя. За свідченням середньовічного автора Джейхані, через Верхнє Посур'я проходив торговий шлях з Булгара на Київ, котрий можна вважати відгалуженням Великого шовкового шляху. Біля городища, поруч з бродом через річку Сура, розташовувалася одна із зупинок шляху. Свідченням активної торгівлі також є знахідки торгового знаряддя (ваги, важки, тягарці) й злитки срібла, олово-свинцю та бронзи. Всі вони в основному орієнтовані на грошово-вагову систему Волзької Булгарії. Проте поселення було учасником й посередником у ширшій міжнародній торгівлі. Тут активно розвивалося власне виробництво, що практично не поступалося виробництву в Русі й у Волзькій Булгарії. У землеробстві присутня різноманітність зернових культур (пшениця, овес, жито, ячмінь, просо) й використовувався плуг. Урожай прибирали косами й серпами, на яких часто зустрічаються доли, а мололи зерно на ручних млинах з двох кам'яних жорен.
Кераміка відповідна культурі Волзької Булгарії, тому у ній переважає коричнево-червоні кольори з великою різноманітністю форм. Розвинута деревообробка представлені чисельними сокирами самих різних типів, а також теслами, долотами, цвяхами й скобами, стругами й свердлами. Також розвинена обробка заліза, про що свідчить безліч залізних інструментів та виробів від простих кресал до замків зі складними механізмами. Яскраве ювелірне ремесло, особливістю якого було масове виробництво дешевих прикрас під виглядом дорогих. Вони виготовлялися зі сплаву срібла, свинцю та міді. У виробництві копіювалися, перш за все, руські та булгарські ювелірні вироби, що продавалися на великій території.

### Фортеця
Фортеця була вельми укріпленою. Ймовірно, що частокіл, яким вона була обгороджена, був заввишки до 10 м. Під час битви з монголо-татарами все поселення було спалено. Тут загинуло близько 2000 осіб. На думку Г. М. Бєлорибкіна, це була перша спроба протистояти навалі монгольського війська.
Городище було великим поселенням з міцною фортецею й великим посадом коло неї. Городище розташовано на мису вистою 20 метрів, що утворено двумя ярами й огороджено з усіх сторін чотирма валами та ровами. По центру валів є проїзд. З зовнішнім валом широкий простір з ловчими ямами у шаховому порядку, глибиною біля 1 метру.
Площа городища — 2,5 га; загальна площа Золотаревського поселення — 14 га, що можна порівняти з площею міст Русі.

#### Золотаревське городище у сучасності
Стилізоване зображення маска-амулет з Золотаревського городища стала символом городища й основною фігурою прапора Пензенського району.
Знято 2 документальні фільми: «Искатели — Золотая стрела Батыя» й «Битвы средневековья. Фильм I. — Непокоренные. 1237 г.».